# Стара Гута (Підкарпатське воєводство)
Стара Гута (пол. Stara Huta) — село у Любачівському повіті Підкарпатського воєводства Польщі, (ґміна Наріль). Розташоване на північному сході української етнічної території Надсяння, в регіоні Любачівщина.

## Історія
Поселення з сімнадцятовічними, ремісничими коренями. Початково функціонувало як підприємство металургії скла в межах Старого Брусна. Пізніше змогло стати самостійним і набути землеробського характеру. У 1717—1718 роках, за ініціативою Адама Миколи Синявського, великого коронного гетьмана, краківського каштеляна, любачівського старости, на тому місці повстала нова мануфактура кришталю. Спеціальністю підприємства були люксусні і надалі високо оцінювані сучасниками кубки віватні, а також столовий посуд і люстри. В середині XVIII століття це підприємство було перенесене на нове місце, ближче Любачева, на територію теперішнього поселення Гута Криштальна.
У першій фазі свого існування, в половині XVII століття, Стара Гута була наражена наскокам татарів. Можна припускати, що «коронний ворог», грабуючи на початку жовтня 1672 року околиці Любачева, перш ніж був подоланий гетьманом Яна Собєським, добрався також до Старої Гути і зробив тут багато шкоди, грабуючи і палячи подвір'я, вбиваючи і викрадаючи в неволю мешканців. Ще на початку XX століття Карл Нотц після відвідування села, записав, що «між садибою та корчмою є пагорб, в якому мають бути похоронені мешканці, зарізані під час турецького нападу. Високий є 2 м, широкий 5 сажні [близько 10 м — прип. Я. M.]». Крім того, біля корчми існував кам'яний хрест з латинським написом і датою 1645 або 1695. Поміж мешканців поселення, згідно з інформацією Нотца, виступало також «багато східних типів». Мабуть, були то нащадки поселенців військовополонених з XVII століття.
У 1921 році чисельність населення зросла до 553 осіб, у тому числі 519 уніатів, 23 латині та 11 послідовників мозаїчної релігії. Таким чином, в етнічному складі переважало русинське населення, яке поступово сприймало українську національну свідомість; Поруч з’явилися поляки та євреї. 
На початку XX ст. в селі розташовувався Народний Дім, у якому діяла хата-читальня «Просвіти» під головуванням Антона Герона, виписувала 5 газет і журналів. Діяла кооператива. У 1928 р. звели дерев'яну церкву Преп. М. Параскевії, була дочірньою церквою парафії Лівча Чесанівського деканату Перемишльської єпархії. Останнім парохом села був о. Стефан Федоронько.
На 01.01.1939 р. в селі проживало 610 мешканців (585 українців-грекокатоликів, 20 українців-римокатоликів, 5 поляків і 10 євреїв).
У 1940-х роках поляки розгорнули терор проти українців. 2.03.1945 на село напали відділи Війська польського і міліції обивательської з сіл Лівча, Старе Брусно, Горинець і Наріль, в ході нападу поранили одного і вбили десятьох жителів села віком від 16 до 58 років. Поляки пограбували 86 домогосподарств, викрали 60 коней, 36 корів, 89 голів дрібної рогатої худоби, понад 8 тонн збіжжя, спалили 3 господарства.
У січні 1941 року, напередодні бурхливих демографічних змін, у селі було 81 господарство, в якому проживало 346 осіб, у тому числі 254 українці, 89 поляків та 3 євреї.
Кінець багатонаціональної спільноти був спричинений політичними рішеннями після Другої світової війни. В результаті домовленостей про взаємний обмін у середині 40-х років більша частина українського сільського населення виїхала до Радянської України. Останні 22 особи із змішаних сімей залишили Гуту Стару в результаті операції «Вісла».
Більшість хуторів Стара Гута припинили своє існування у повоєнний період. Лише західна частина села, розташована біля потоку Кшива-Речка, збереглась і перетворилася на самостійне місто під назвою Гута-Зломи, яке також захопило центр старого поселення. У 1953 році в селі проживало 84 мешканці польської національності, в тому числі багато хто переїхав туди із сусідніх міст. В даний час Гута-Зломи мешкає трохи більше 160 людей. В історичному центрі села було створено радгосп, який зараз переходить у власність приватних власників.

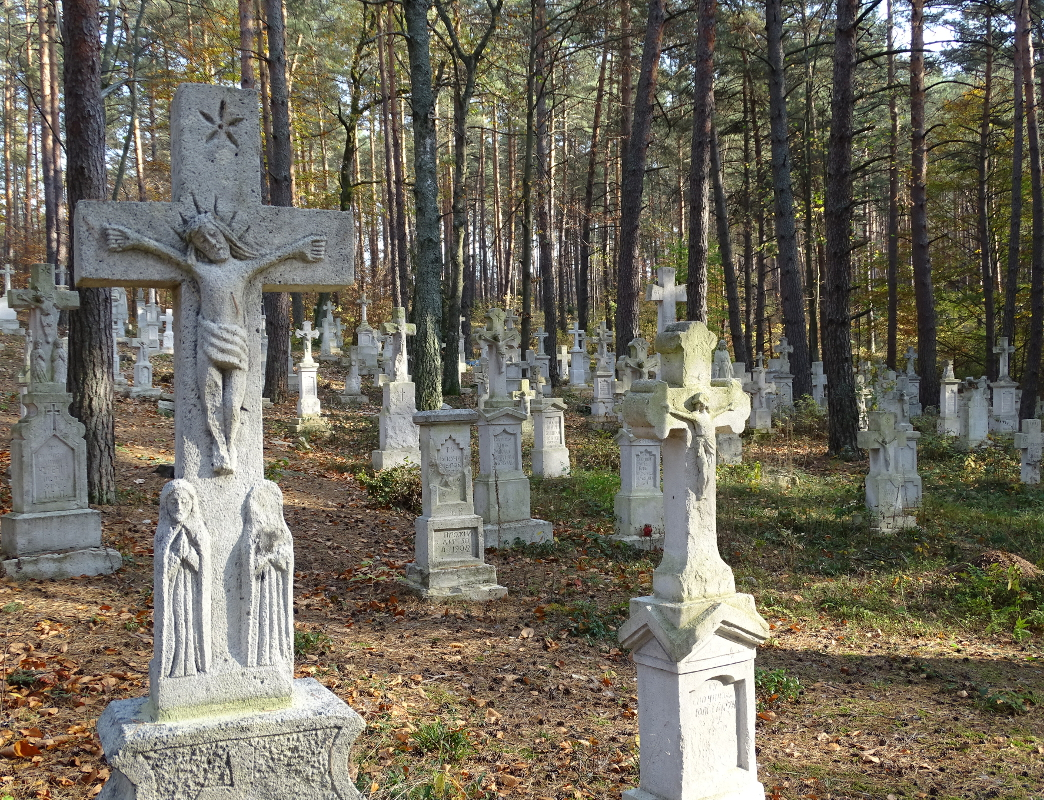

## Сучасність
Після виселення українського населення в рамках  операції «Вісла» село перетворилось на невеликий хутір з незначним населенням. На території села знаходиться український цвинтар (XIX/XX ст.), розташований у східній частині села, на стоці виносу, низхідного до розлогої долини. Поруч знаходиться церквище — місце колишньої греко-католицької церкви (1928 р.).